# Assedio di Ippona
L'assedio di Ippona fu un assedio posto nel maggio 430 alla città romana di  Hippo Regius da parte dell'esercito vandalo-alano guidato da Genserico.

## Contesto storico

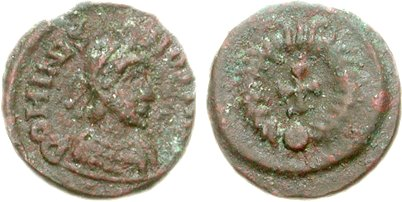
Moneta con l'effige del comes Bonifacio.

L'assedio di Ippona fu la prima grande azione militare dei Vandali in Nord Africa, dove erano giunti dalla Spagna nel 429, chiamati forse (secondo almeno Procopio di Cesarea) dal Comes Africae Bonifacio. Questi, generale romano protagonista della scena politica nei primi decenni del V secolo, era da tempo in conflitto con Flavio Ezio, suo acerrimo rivale, che, grazie all'appoggio di Galla Placidia, reggente di Valentiniano III, lo avrebbe dichiarato  nemico pubblico (hostis publicus) e avrebbe organizzato diverse spedizioni militari per destituirlo dalla carica di comes Africae. Secondo la cronaca di Prospero Tirone, invece, sarebbe stato un altro potente generale, Costanzo Felice, a convincere Placidia dei propositi di tradimento di Bonifacio, a spingerla a proclamarlo hostis publicus e a organizzare le spedizioni militari in questione. Una di queste spedizioni, guidata dal generale goto Sigisvulto, aveva provocato la reazione di Bonifacio che, al fine di mantenere il potere sull'Africa, decise di rivolgersi ai Vandali di Genserico, offrendo loro false promesse di terre africane, volendo, in realtà, dopo averli sfruttati, ricacciarli in Spagna. Genserico accettò l'offerta del comes ed iniziò a muoversi insieme al suo popolo alla volta dell'Africa, ma, una volta sbarcato in Mauritania Tingitana, apprese del perdono imperiale di Bonifacio e dell'avvenuta riconciliazione tra questi e Galla Placidia. Infrante le promesse che avevano mosso quella migrazione, i Vandali reclamarono le terre spettanti loro secondo gli accordi stretti con Bonifacio, che dovette affrontare un nemico che egli stesso aveva chiamato in Africa.

## L'assedio
Il re dei Vandali pose l'assedio alla cittadina fortificata di Hippo Regius nel maggio 430, ma le notevoli difese della città costrinsero il nemico ad un assedio di ben quattordici mesi. Durante il terzo mese d'assedio, il vescovo di Ippona Agostino fu vinto dalla tensione e morì settantacinquenne. Se Bonifacio era riuscito a radunare abbastanza approvvigionamenti per resistere all'assedio sulla terraferma e al blocco navale sul mare, così non era per gli assedianti, che mese dopo mese soffrivano sempre più la fame ed erano decimati dalle epidemie. Genserico fu costretto a togliere l'assedio nel luglio 431, riprendendo a saccheggiare le province africane. Le forze congiunte della Roma di Galla Placidia e di quelle della Costantinopoli di Teodosio II, guidate da Ardaburio Aspare, non riuscirono, tuttavia, ad arrestare le scorribande barbariche; anzi, una cocente sconfitta dell'esercito imperiale subita dai Vandali costrinse alla ritirata le truppe romane, alla fuga di Bonifacio e all'evacuazione della città di Ippona che, indifesa, fu presa da Genserico, saccheggiata e data alle fiamme. Divenne in seguito la capitale del neonato Regno dei Vandali, fino alla presa di Cartagine (439).